# Mette-Marit de Noruega
Mette-Marit de Noruega (nacida Mette-Marit Tjessem Høiby; Kristiansand, 19 de agosto de 1973) es un miembro de la familia real de Noruega por su matrimonio con el príncipe heredero Haakon Magnus, hijo de los reyes Harald V y Sonia. Por ende, es la princesa heredera consorte desde 2001 y está llamada a ser la siguiente reina consorte de Noruega.

## Biografía

### Infancia
Nació el 19 de agosto de 1973 en Kristiansand, en una familia sin ascendencia noble.
La princesa Mette-Marit es hija del periodista Sven Olaf Bjarne Høiby (1936-2007) y Marit Tjessem, una empleada bancaria. Cuando tenía 11 años, sus padres se divorciaron y ella se quedó a vivir con su madre. Su infancia y adolescencia las pasó en su localidad natal, la ciudad de Kristiansand, en el sur de Noruega.

### Estudios
En la escuela se distinguió por sus actividades deportivas: tiene conocimientos de navegación y fue una destacada practicante de voleibol, deporte en el que también ha participado como entrenadora y árbitra.
Cuando comenzaba los estudios de bachillerato, fue enviada a Australia como alumna de intercambio durante seis meses. Posteriormente continuó sus estudios de bachillerato en la Escuela Catedralicia de Kristiansand, y se graduaría en 1994. Algunos años después, presentaría su examen para ingresar a estudios preuniversitarios.
Del 2000 al 2002 se graduó en religión, ética y ética aplicada en la Universidad de Oslo.
Posteriormente a la boda, la princesa retomó sus estudios. En 2002 y 2003 estudió en la Escuela de Estudios Orientales y Africanos de la Universidad de Londres. En 2012, se graduó con un máster en Gestión Ejecutiva.

### Noviazgos
Durante su adolescencia conoció a Morten Borg, con el que iniciaría una relación y tendría un hijo, Marius Borg, en 1997. Morten Borg había estado preso en 1991 por comerciar con cocaína. Estando embarazada, Mette apareció en un programa de TVNorge en busca de novio.
A finales de los noventa, Mette-Marit asistió al Festival Quart en Kristiansand, el mayor festival de rock en Noruega. Ahí conoció al príncipe heredero Haakon Magnus, ambos fueron presentados por amigos en común.
La relación entre el príncipe heredero y Mette-Marit fue tema de controversia en Noruega, debido principalmente al pasado de la joven, su condición de madre soltera y posteriormente, a la decisión de la pareja de vivir en unión libre, algo común en Noruega, pero considerado impropio para un príncipe. Marius, el hijo mayor de Mette-Marit, ha vivido desde entonces con la pareja. La decisión posterior de unirse en matrimonio levantó polémica y su posible entrada a la familia real fue considerada por la policía noruega como un riesgo para la seguridad de la realeza. Solamente tres días antes de la boda, Mette-Marit reconoció públicamente en la televisión que había tenido algunos inconvenientes en el pasado.

## Matrimonio y descendencia

### Compromiso
El 1 de diciembre de 2000, se anunció el compromiso matrimonial entre la pareja. En medio de la gran controversia que causó el anuncio entre los monárquicos noruegos, Mette-Marit se vio obligada a firmar un documento que detallaba que su hijo no sería incluido en la línea sucesoria al trono y que, además, en caso de separación tendría que abandonar el palacio con su hijo y ninguno de los dos recibirían trato especial.

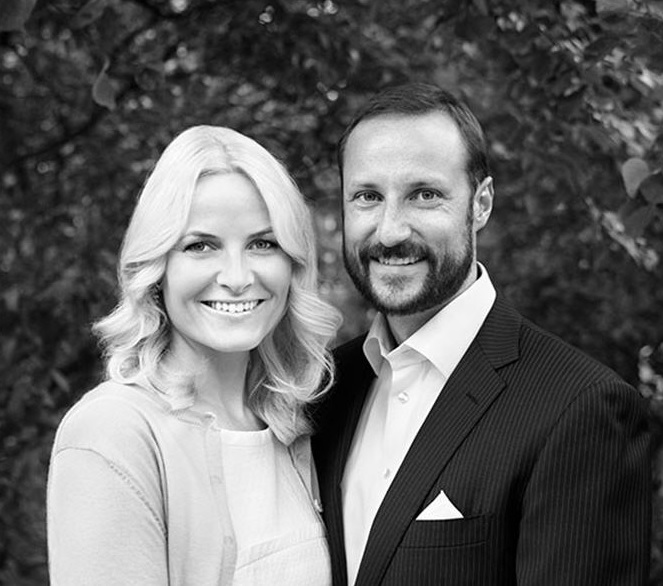
El príncipe Haakon y la princesa Mette-Marit en un retrato oficial.

### Boda
La pareja se casó el 25 de agosto de 2001 en la Catedral del Salvador de Oslo y se estableció en el Palacio de Skaugum, en Asker, en las afueras de la capital. Después de su boda, recibió el título de Su Alteza Real la princesa heredera Mette-Marit. 
Llevó un vestido diseñado por el noruego Ove Harder Finseth, que estaba inspirado en el vestido de novia de la reina Maud. Mette-Marit lució una sencilla tiara de diamantes, regalo de sus suegros.

### Hijos
En el verano de 2003 se dio a conocer la noticia que la princesa estaba embarazada. Mette-Marit dio a luz a la primera hija de la pareja el 21 de enero de 2004 en el Hospital del Reino (Rikshospitalet) de Oslo. Al día siguiente el primer ministro, Kjell Magne Bondevik, fue el encargado de anunciar que la pequeña, segunda en la línea de sucesión al trono noruego, se llamaría Ingrid Alexandra y ostentaría el título de princesa de Noruega.
En abril de 2005, la Casa Real de Noruega anunció que Mette-Marit estaba embarazada de su tercer hijo, el segundo junto al príncipe Haakon. El 3 de diciembre de 2005 nació el príncipe Sverre Magnus en el Hospital del Reino (Rikshospitalet) de Oslo.
- Marius Borg Høiby  nacido el 13 de enero de 1997 (con Morten Borg).
- Princesa Ingrid Alexandra, nacida el 21 de enero de 2004 (con el príncipe Haakon Magnus).
- Príncipe Sverre Magnus, nacido el 3 de diciembre de 2005 (con el príncipe Haakon Magnus).

## Princesa de Noruega
Como princesa, Mette-Marit asiste en compañía de su marido a eventos oficiales dentro y fuera de territorio noruego como representante de la Corona noruega. 
Tiene también participación en organizaciones de beneficencia y colabora con la NORAD (Agencia Noruega de Cooperación para el Desarrollo), una institución gubernamental de apoyo al Tercer Mundo. Es también embajadora de ONUSIDA desde 2006.
Mette-Marit es presidenta de varias organizaciones entre las que se encuentran la Cruz Roja Noruega, el Consejo Noruego por la Salud Mental, el Festival Internacional de Música de Culto de Oslo, el Fórum para Mujeres y Desarrollo, y el Consejo Noruego de Diseño entre otros.
En diciembre de 2008 recibió el premio anual Petter Dass.

## Otros datos

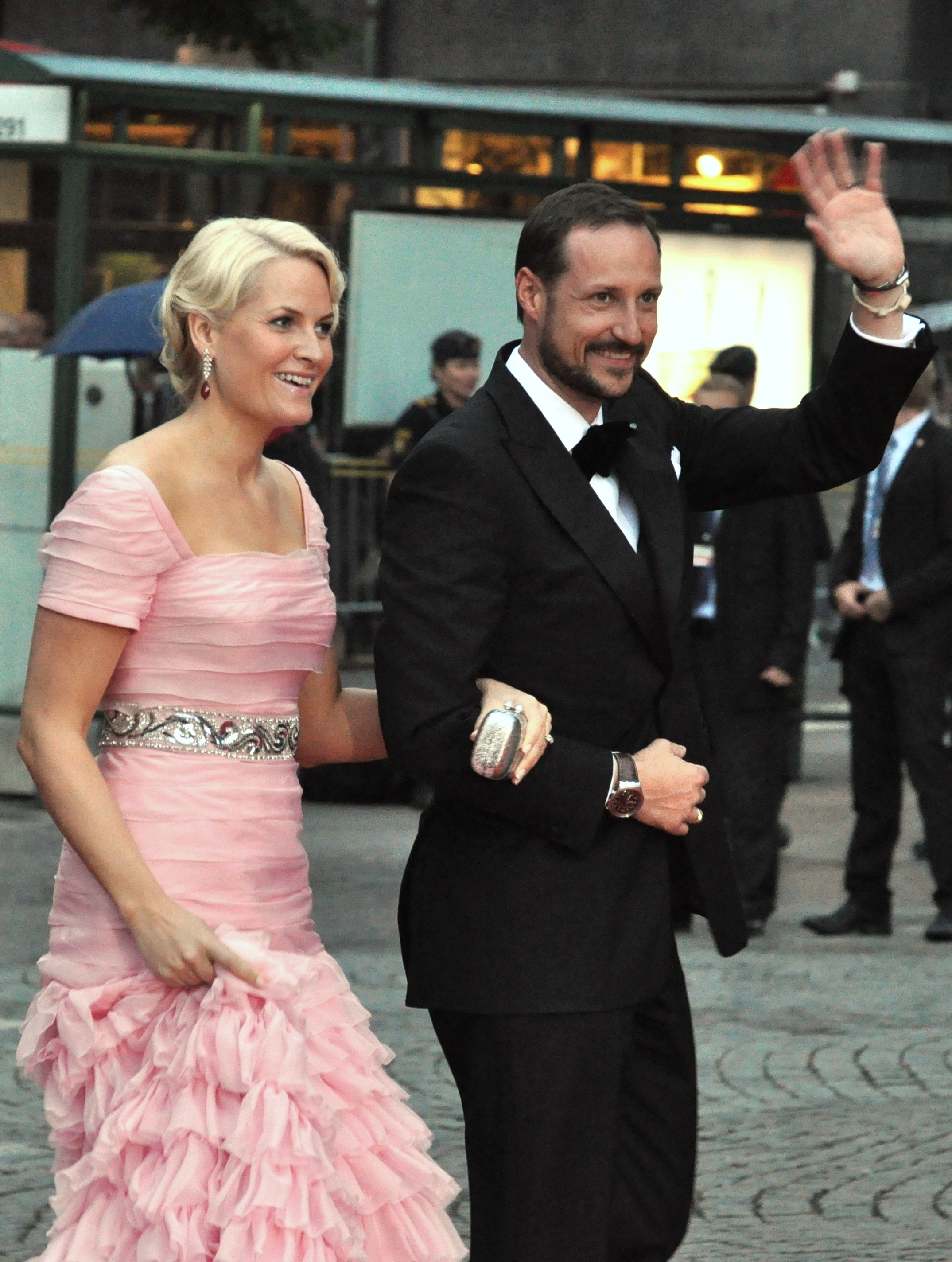
Los príncipes herederos en 2010.

- Si bien después de su boda con el príncipe Haakon, el nivel de aceptación del pueblo noruego no paró de subir, en los últimos años, la popularidad de Mette-Marit ha bajado significativamente debido a sus continuas excusas para no asistir a los distintos actos oficiales que le corresponden como miembro de la familia real.[15]
- Mette-Marit es blanco de la prensa amarilla noruega. Aunque su conducta ha sido ejemplar desde su relación con el príncipe heredero, su padre, Sven O.Høiby, levantó algunos escándalos. Uno de los más sonados fue su matrimonio con una joven bailarina de striptease.[16] La conducta de su padre motivó que Mette-Marit rompiera casi toda relación con él hasta el final de la vida de este, en 2007.[17]
- En el caso de que su marido ascendiese al trono, Mette-Marit se convertiría en la segunda reina consorte nacida como plebeya.
- La pareja recibió numerosas críticas cuando la princesa Ingrid Alexandra fue matriculada en la Escuela Internacional de Oslo y el príncipe Sverre Magnus en la Escuela Montessori, ambas privadas. También han sido objeto de críticas por parte de la sociedad noruega debido a sus ostentosas vacaciones.[18]
- La princesa heredera salió al escenario, junto a su hijo Marius, durante la actuación que Madcon hizo en el Festival de la Canción de Eurovision 2010 celebrado en Oslo, bailando el tema Glow.[19]
- En los atentados de Noruega de 2011, la princesa perdió a un medio hermano, fruto del segundo matrimonio de su madre. Se trata del oficial de policía Trond Berntsen, de 51 años de edad.[20]
- Es madrina de bautismo del príncipe Cristián de Dinamarca[21] y del príncipe Óscar de Suecia.[22]
- En marzo de 2018 fue intervenida quirúrgicamente debido a que la princesa sufría vértigo posicional benigno.[23]
- En octubre de 2018 fue diagnosticada con fibrosis pulmonar.[24]

## Títulos, tratamientos, armas y distinciones honoríficas

### Títulos y tratamientos
| ● 19 de agosto de 1973-25 de agosto de 2001: | Señorita Mette-Marit Tjessem Høiby             |
| ● 25 de agosto de 2001-presente:             | Su alteza real la Princesa Heredera de Noruega |

### Escudo de armas
|                                                   |
| Monograma Real de la Princesa heredera de Noruega |

|                                                             |
| Escudo de armas de S. A. R. la Princesa heredera de Noruega |

### Distinciones honoríficas noruegas
- Dama gran cruz con collar de la Orden de San Olaf (25/08/2001).[26][27]
- Miembro de la Real Orden familiar del Rey Harald V (25/08/2001).[27]
- Medalla Conmemorativa del Centenario del Rey Olaf V (02/07/2003).
- Medalla Conmemorativa del Centenario de la Casa Real Noruega (18/11/2005).
- Medalla Conmemorativa del Jubileo de Plata del Rey Harald V (17/01/2016).[28][29]

### Distinciones honoríficas extranjeras
- Dama gran cruz de la Orden de la Cruz de Terra Mariana (República de Estonia, 10/04/2002).[30][31]
- Dama gran cruz de la Orden al Mérito de la República de Polonia (República de Polonia, 16/09/2003).
- Dama gran cruz de la Orden del Infante Don Enrique (República Portuguesa, 03/02/2004).
- Dama gran cruz de la Orden al Mérito de la República Italiana (República Italiana, 20/09/2004).[32][33]
- Dama de primera clase de la Orden de la Preciosa Corona (Imperio de Japón, 10/05/2005).[34]
- Comandante gran cruz de la Orden de la Estrella Polar (Reino de Suecia, 10/06/2005).[35][36][37]
- Dama gran cruz de la Real Orden de Isabel la Católica (Reino de España, 26/05/2006).[38][39]
- Dama gran cruz de la Orden de los Montes Balcanes (República de Bulgaria, 29/08/2006).
- Gran Decoración de Honor en Oro con Fajín por los Servicios Prestados a la República de Austria (República de Austria, 17/04/2007).[40]
- Dama gran cruz de la Orden de la Cruz del Sur (República Federativa del Brasil, 05/09/2007).[41][42]
- Dama gran cruz de la Orden de Orange-Nassau (Reino de los Países Bajos, 01/06/2010).[43][44][45]
- Medalla Conmemorativa del Enlace de la Princesa Heredera Victoria de Suecia con Daniel Westling (19/06/2010)
- Dama gran cruz de la Orden de Vytautas el Grande (República de Lituania, 05/04/2011).[46][47]
- Dama gran cruz de la Orden de Adolfo de Nassau (Gran Ducado de Luxemburgo, 30/05/2011).[48]
- Comandante gran cruz de la Orden de la Rosa Blanca (República de Finlandia, 10/10/2012).[49]
- Medalla Conmemorativa de la Investidura del rey Guillermo Alejandro (Reino de los Países Bajos, 27/04/2013).[50]
- Dama de la Orden del Elefante (Reino de Dinamarca, 17/05/2014).[51]
- Dama gran cruz de 1.ª clase de la Orden del Mérito de la República Federal de Alemania (República de Alemania, 11/06/2014).[52]
- Dama gran cruz de la Orden de la Estrella Blanca (República de Estonia, 02/09/2014).
- Dama gran cruz de la Orden del Reconocimiento (República de Letonia, 18/03/2015).[53]
- Dama gran cruz de la Orden del Halcón (República de Islandia, 21/03/2017).[54]

## Ancestros
| \| \| \| \| \| \| \| \| \| \| \| \| \| \| \| \| \| \| \| \| 8. Kristian Olsen Høiby \| \| \| \| \| \| \| \| \| \| \| \| \| \| \| \| \| \| \| \| \| \| \| \| \| \| \| \| \| \| \| \| \| \| \| \| \| \| \| \| \| \| \| \| \| \| \| \| \| \| \| \| \| \| 4. Bjarne Høiby \| \| \| \| \| \| \| \| \| \| \| \| \| \| \| \| \| \| \| \| \| \| \| \| \| \| \| \| \| \| \| \| \| \| \| \| \| \| \| \| \| \| \| \| \| \| \| \| \| \| \| \| \| \| 9. Ellen Bjørnsdatter Serine \| \| \| \| \| \| \| \| \| \| \| \| \| \| \| \| \| \| \| \| \| \| \| \| \| \| \| \| \| \| \| \| \| \| \| \| \| \| \| \| \| \| \| \| \| \| \| \| \| \| \| \| \| \| 2. Sven Olaf Bjarne Høiby \| \| \| \| \| \| \| \| \| \| \| \| \| \| \| \| \| \| \| \| \| \| \| \| \| \| \| \| \| \| \| \| \| \| \| \| \| \| \| \| \| \| \| \| \| \| \| \| \| \| \| \| \| \| 10. Osmund Salvesen Tvedt \| \| \| \| \| \| \| \| \| \| \| \| \| \| \| \| \| \| \| \| \| \| \| \| \| \| \| \| \| \| \| \| \| \| \| \| \| \| \| \| \| \| \| \| \| \| \| \| \| \| \| \| \| \| 5. Ingrid Andrea Tvedt \| \| \| \| \| \| \| \| \| \| \| \| \| \| \| \| \| \| \| \| \| \| \| \| \| \| \| \| \| \| \| \| \| \| \| \| \| \| \| \| \| \| \| \| \| \| \| \| \| \| \| \| \| \| 11. Amalie Kathrine Schølberg \| \| \| \| \| \| \| \| \| \| \| \| \| \| \| \| \| \| \| \| \| \| \| \| \| \| \| \| \| \| \| \| \| \| \| \| \| \| \| \| \| \| \| \| \| \| \| \| \| \| \| \| \| \| 1. Mette-Marit Tjessem Høiby \| \| \| \| \| \| \| \| \| \| \| \| \| \| \| \| \| \| \| \| \| \| \| \| \| \| \| \| \| \| \| \| \| \| \| \| \| \| \| \| \| \| \| \| \| \| \| \| \| \| \| \| \| \| 12. Johannes Samuelson Tjessem \| \| \| \| \| \| \| \| \| \| \| \| \| \| \| \| \| \| \| \| \| \| \| \| \| \| \| \| \| \| \| \| \| \| \| \| \| \| \| \| \| \| \| \| \| \| \| \| \| \| \| \| \| \| 6. Sverre Tjessem \| \| \| \| \| \| \| \| \| \| \| \| \| \| \| \| \| \| \| \| \| \| \| \| \| \| \| \| \| \| \| \| \| \| \| \| \| \| \| \| \| \| \| \| \| \| \| \| \| \| \| \| \| \| 13. Elisabet Tollaksdatter Mysse \| \| \| \| \| \| \| \| \| \| \| \| \| \| \| \| \| \| \| \| \| \| \| \| \| \| \| \| \| \| \| \| \| \| \| \| \| \| \| \| \| \| \| \| \| \| \| \| \| \| \| \| \| \| 3. Marit Tjessem \| \| \| \| \| \| \| \| \| \| \| \| \| \| \| \| \| \| \| \| \| \| \| \| \| \| \| \| \| \| \| \| \| \| \| \| \| \| \| \| \| \| \| \| \| \| \| \| \| \| \| \| \| \| 14. Tormod Torsteinsen Fosso \| \| \| \| \| \| \| \| \| \| \| \| \| \| \| \| \| \| \| \| \| \| \| \| \| \| \| \| \| \| \| \| \| \| \| \| \| \| \| \| \| \| \| \| \| \| \| \| \| \| \| \| \| \| 7. Brita Tormodsdatter Fosso \| \| \| \| \| \| \| \| \| \| \| \| \| \| \| \| \| \| \| \| \| \| \| \| \| \| \| \| \| \| \| \| \| \| \| \| \| \| \| \| \| \| \| \| \| \| \| \| \| \| \| \| \| \| 15. Eli Olafsdatter Kjosås \| \| \| \| \| \| \| \| \| \| \| \| \| \| \| \| \| \| \| \| \| \| \| \| \| \| \| \| \| \| \| \| \| \| \| \| \| \| \| \| \| \| \| \| \| \| \| \| \| \| \| \| |                                  |  |  |  |  |  |  |  |  |  |  |  |  |  |  |  |
| |                                  |  |  |  |  |  |  |  |  |  |  |  |  |  |  |  |
| | 8. Kristian Olsen Høiby          |  |  |  |  |  |  |  |  |  |  |  |  |  |  |  |
| |                                  |  |  |  |  |  |  |  |  |  |  |  |  |  |  |  |
| |                                  |  |  |  |  |  |  |  |  |  |  |  |  |  |  |  |
| | 4. Bjarne Høiby                  |  |  |  |  |  |  |  |  |  |  |  |  |  |  |  |
| |                                  |  |  |  |  |  |  |  |  |  |  |  |  |  |  |  |
| |                                  |  |  |  |  |  |  |  |  |  |  |  |  |  |  |  |
| | 9. Ellen Bjørnsdatter Serine     |  |  |  |  |  |  |  |  |  |  |  |  |  |  |  |
| |                                  |  |  |  |  |  |  |  |  |  |  |  |  |  |  |  |
| |                                  |  |  |  |  |  |  |  |  |  |  |  |  |  |  |  |
| | 2. Sven Olaf Bjarne Høiby        |  |  |  |  |  |  |  |  |  |  |  |  |  |  |  |
| |                                  |  |  |  |  |  |  |  |  |  |  |  |  |  |  |  |
| |                                  |  |  |  |  |  |  |  |  |  |  |  |  |  |  |  |
| | 10. Osmund Salvesen Tvedt        |  |  |  |  |  |  |  |  |  |  |  |  |  |  |  |
| |                                  |  |  |  |  |  |  |  |  |  |  |  |  |  |  |  |
| |                                  |  |  |  |  |  |  |  |  |  |  |  |  |  |  |  |
| | 5. Ingrid Andrea Tvedt           |  |  |  |  |  |  |  |  |  |  |  |  |  |  |  |
| |                                  |  |  |  |  |  |  |  |  |  |  |  |  |  |  |  |
| |                                  |  |  |  |  |  |  |  |  |  |  |  |  |  |  |  |
| | 11. Amalie Kathrine Schølberg    |  |  |  |  |  |  |  |  |  |  |  |  |  |  |  |
| |                                  |  |  |  |  |  |  |  |  |  |  |  |  |  |  |  |
| |                                  |  |  |  |  |  |  |  |  |  |  |  |  |  |  |  |
| | 1. Mette-Marit Tjessem Høiby     |  |  |  |  |  |  |  |  |  |  |  |  |  |  |  |
| |                                  |  |  |  |  |  |  |  |  |  |  |  |  |  |  |  |
| |                                  |  |  |  |  |  |  |  |  |  |  |  |  |  |  |  |
| | 12. Johannes Samuelson Tjessem   |  |  |  |  |  |  |  |  |  |  |  |  |  |  |  |
| |                                  |  |  |  |  |  |  |  |  |  |  |  |  |  |  |  |
| |                                  |  |  |  |  |  |  |  |  |  |  |  |  |  |  |  |
| | 6. Sverre Tjessem                |  |  |  |  |  |  |  |  |  |  |  |  |  |  |  |
| |                                  |  |  |  |  |  |  |  |  |  |  |  |  |  |  |  |
| |                                  |  |  |  |  |  |  |  |  |  |  |  |  |  |  |  |
| | 13. Elisabet Tollaksdatter Mysse |  |  |  |  |  |  |  |  |  |  |  |  |  |  |  |
| |                                  |  |  |  |  |  |  |  |  |  |  |  |  |  |  |  |
| |                                  |  |  |  |  |  |  |  |  |  |  |  |  |  |  |  |
| | 3. Marit Tjessem                 |  |  |  |  |  |  |  |  |  |  |  |  |  |  |  |
| |                                  |  |  |  |  |  |  |  |  |  |  |  |  |  |  |  |
| |                                  |  |  |  |  |  |  |  |  |  |  |  |  |  |  |  |
| | 14. Tormod Torsteinsen Fosso     |  |  |  |  |  |  |  |  |  |  |  |  |  |  |  |
| |                                  |  |  |  |  |  |  |  |  |  |  |  |  |  |  |  |
| |                                  |  |  |  |  |  |  |  |  |  |  |  |  |  |  |  |
| | 7. Brita Tormodsdatter Fosso     |  |  |  |  |  |  |  |  |  |  |  |  |  |  |  |
| |                                  |  |  |  |  |  |  |  |  |  |  |  |  |  |  |  |
| |                                  |  |  |  |  |  |  |  |  |  |  |  |  |  |  |  |
| | 15. Eli Olafsdatter Kjosås       |  |  |  |  |  |  |  |  |  |  |  |  |  |  |  |
| |                                  |  |  |  |  |  |  |  |  |  |  |  |  |  |  |  |
| |                                  |  |  |  |  |  |  |  |  |  |  |  |  |  |  |  |